# Donna Juanita
Personnages
- René Dufour, soldat français prisonnier
- Le capitaine Gaston Dufour, son frère
- Don Pomponio, l'alcade
- Donna Olympia, son épouse
- Oberst Douglas, le commandant anglais
- Diego Evangelista, l'écrivain public
- Gil Polo, l'aubergiste
- Petrita, sa sœur
- Le général Pichegru
- Le lieutenant Fitzrove
- Le sergent Bridon

Donna Juanita est une opérette en trois actes de Franz von Suppé d'après un livret de Camillo Walzel (sous le pseudonyme de F. Zell) et de Richard Genée, donnée pour la première fois le 21 février 1880 au Carltheater, à Vienne.
Adaptation française texte d'Albert Vanloo, Eugène Leterrier, création le 4 avril 1891, aux Théâtre des Folies-Dramatiques 
En s'inspirant de cette opérette, Eduard Strauss compose Juanita-Quadrille, Karl Pauspertl réarrange le morceau en 1925 pour faire Der große Unbekannte.

## Synopsis
À la suite du traité de San Ildefonso en 1796 entre l'Espagne et la France, l'Angleterre envoie des troupes dans le port de Saint-Sébastien.

### Premier acte
San Sebastian, une grande place devant l'auberge
Le capitaine Gaston Dufour est un prisonnier de guerre français, mais après une libération conditionnelle, il est autorisé à se déplacer dans la ville. Il tombe amoureux de Petrita, la sœur de l'aubergiste Gil Polo. Les forces d'occupation anglaises sont haïes par la population espagnole, aussi Gaston se met de son côté (et aussi de Petrita). L'alcade Pomponio aime aussi Petrita et l'épie, tandis que son épouse Olympia a le béguin pour le capitaine. Ce dernier fait semblant de céder, comptant sur elle pour l'aider à s'évader.
Le commandant anglais est à moitié aveugle, à moitié sourd et à moitié boiteux, mais il est toujours optimiste, croyant prendre les bonnes décisions. Soudain apparaît René Dufour, le frère de Gaston. Il est espion à Saint-Sébastien pour le général Pichegru. René rentre dans le palais déguisé en femme et, se faisant appeler Donna Juanita, séduit le beau midshipman colonel Douglas et le fait parler.

### Second acte
Dans la maison de Pomponio
Toujours habillé en Donna Juanita, René séduit aussi Pomponio. Il rend jalouse Olympia mais aussi la fiancée de son frère Gaston. Plus tard René rencontre Petrita et lui avoue son secret. Il croise ensuite Olympia et joue devant elle la coquette pour la distraire et parvient à faire sortir des soldats français de Saint-Sébastien de façon clandestine.

### Troisième acte
Une fête populaire à Saint-Sébastien
Une grande fête a lieu sur la grande place devant l'auberge, tous les adultes présents sont déguisés en enfants. Le colonel Douglas et l'alcalde Pomponio sont déjà ivres quand Donna Juanita les rencontre. Elle marivaude avec chacun des deux hommes. Discrètement René fait signe à un complice et les Français sortent de leur cachette. La ville entière peut être prise sans un coup de feu. Afin d'éviter l'effusion de sang, le colonel Douglas se rend avec ses troupes. Le général Pichegru entre dans la ville et récompense René Dufour de sa bravoure en le faisant lieutenant.

## Source, notes et références
- (de) Cet article est partiellement ou en totalité issu de l’article de Wikipédia en allemand intitulé « Donna Juanita » (voir la liste des auteurs).

1. ↑  Juanita sur data.bnf.fr